# ایرینا ملشینا
ایرینا ملشینا (روسی: Ирина Александровна Симагина؛ زادهٔ ۲۵ مهٔ ۱۹۸۲) ورزشکار دو و میدانی اهل روسیه است.
وی در مسابقات کشوری و بین‌المللی در مجموع برندهٔ ۱ مدال نقره شده‌است.